# Fanny Holroyd
Pour les articles homonymes, voir Macpherson et Holroyd.

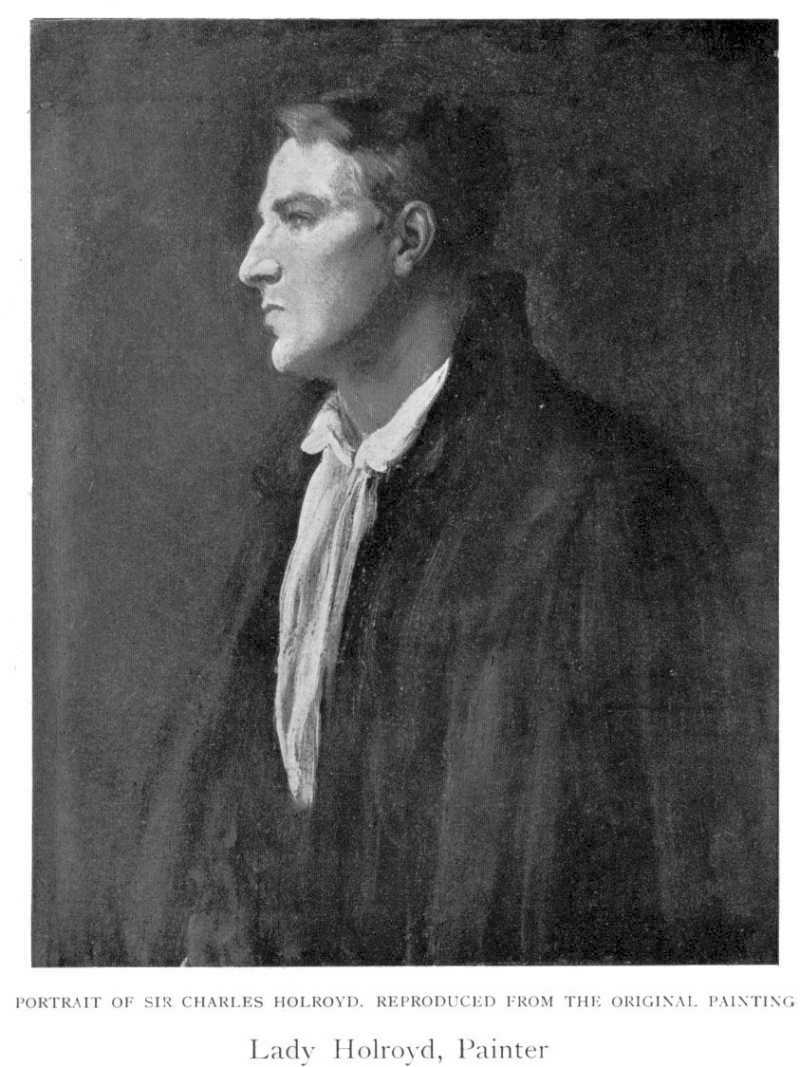
Portrait de Sir Charles Holroyd par Lady Holroyd, 1905.

Fanny Holroyd ou Fannie Fetherstonhaugh Macpherson (1863-1924) est une peintre britannico-australienne.

## Biographie
Holroyd est née à Moonee Ponds (en) (Melbourne) le 17 novembre 1863, fille du premier ministre du Victoria John Alexander MacPherson. Elle étudie l'art à Londres à la Slade School of Fine Art et rencontre le peintre Charles Holroyd à Rome. Ils se sont mariés en septembre 1891, et ont leur premier et seul enfant un an après. Son mari devient directeur du Tate et est nommé chevalier en 1903 et en 1905. Son portrait de son mari est inclus dans le livre Women Painters of the World de 1905.
Lady Holroyd est morte à Syracuse, en Italie, le 17 avril 1924.